# Unterrothorn
L'Unterrothorn è una montagna di 3103 m s.l.m. delle Alpi Pennine nel comune di Zermatt, nel Canton Vallese. È particolarmente noto perché è una delle stazioni più importanti degli impianti sciistici di Zermatt e del Matterhorn Ski Paradise.

## Descrizione
Si trova sotto il più alto Oberrothorn (3.414 m) Sulla vetta vi è un ristorante.

## Accesso

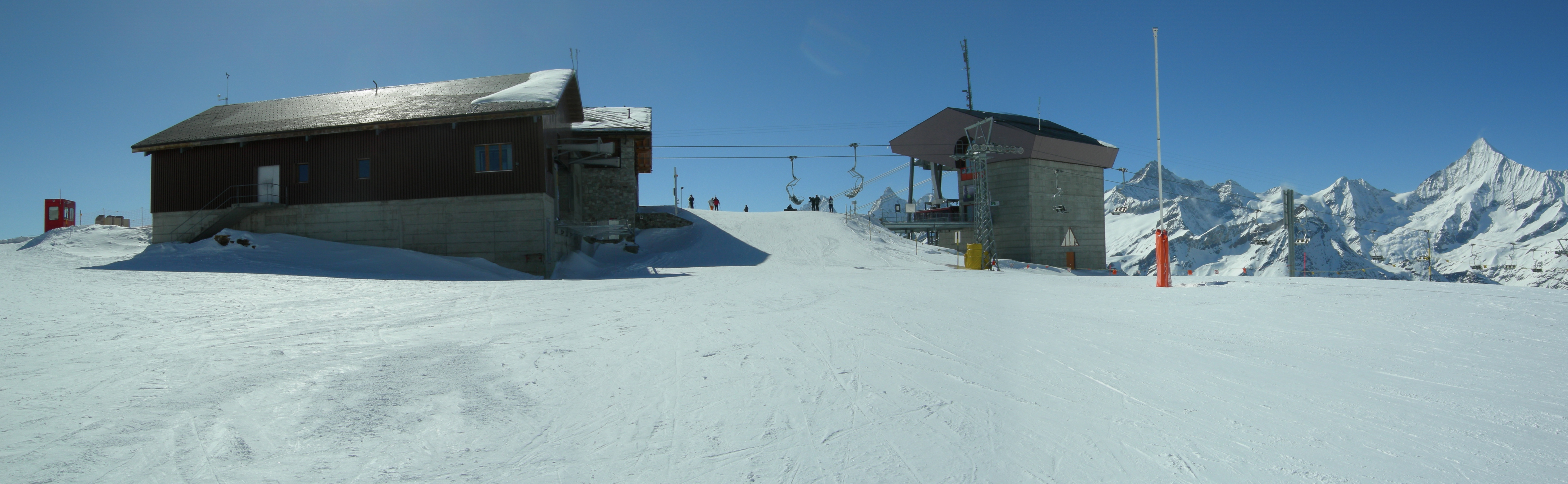
Da destra, la stazione della funivia e la struttura che comprende la stazione d'arrivo della seggiovia Kumme e il ristorante. Sullo sfondo, a destra, svetta la piramide del Weisshorn

Lo si può raggiungere comodamente da Zermatt grazie agli impianti di risalita. Si prende la funicolare del Sunnegga Paradise (2288 m), si prende l'ovovia fino a Blauherd (2571 m) e si raggiunge il Rothorn grazie all'omonima funivia.